# Stazione di Oristano
La stazione di Oristano è una stazione ferroviaria posta lungo la ferrovia Cagliari-Golfo Aranci, al servizio del comune di Oristano.

## Storia

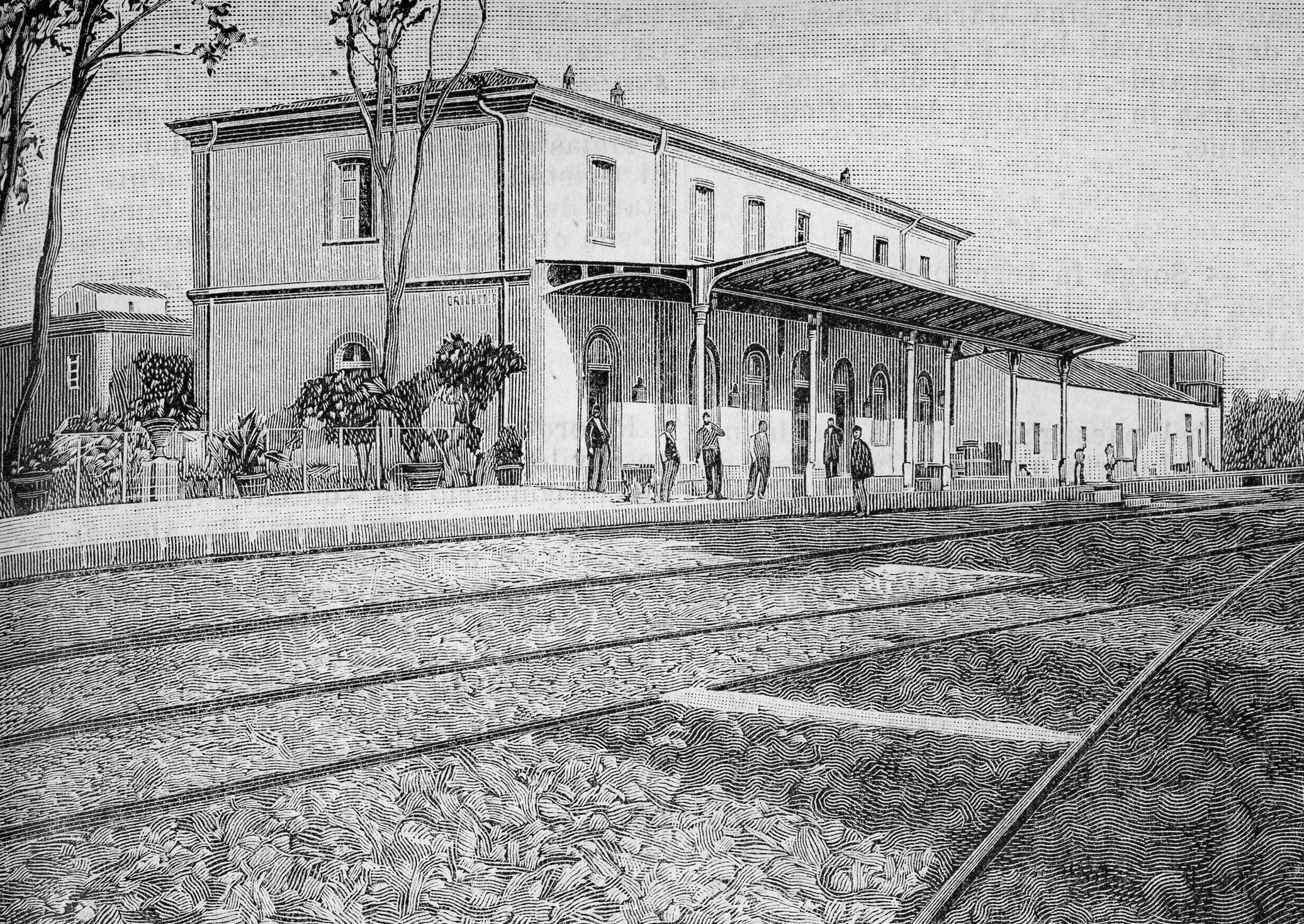
La stazione in una xilografia di fine Ottocento

Costruita dalla Compagnia Reale delle Ferrovie Sarde nell'ambito del piano di realizzazione della rete ferroviaria sarda a scartamento ordinario, la stazione venne inaugurata il 15 gennaio 1872, data di attivazione del tronco San Gavino Monreale-Oristano della ferrovia Cagliari-Golfo Aranci. Lo scalo, situato nella parte orientale della città, nei primi anni di attività fu il capolinea settentrionale della porzione di ferrovia avente origine a Cagliari, dati i tempi che richiese la realizzazione della linea a nord di Oristano. Il 1º luglio 1880 lo scalo iniziò a ricevere treni anche da nord, in seguito all'apertura del tronco della Dorsale Sarda tra la stazione e quella di Giave, dove si innestava la linea proveniente all'epoca da Oschiri, e poi completata tre anni più tardi. 
Dopo i primi decenni di attività sotto le insegne della Compagnia Reale, lo scalo passò alle Ferrovie dello Stato nel 1920 (le quali ne cedettero la gestione alla controllata RFI nel 2001). Già all'epoca della seconda guerra mondiale l'impianto si caratterizzava per la presenza di una stella di inversione, in luogo della più diffusa (in Sardegna) soluzione della piattaforma girevole per le operazioni di inversione del senso di marcia dei rotabili. Durante il conflitto la stazione, che fu bersaglio dei bombardamenti alleati nel 1943, divenne temporaneamente sede (con la stazione di Macomer) dei principali depositi locomotive delle FS nell'isola, a causa dei gravi danni subiti dalla stazione di Cagliari nel corso degli attacchi aerei.
Nel dopoguerra la stazione riprese la normale attività, e negli anni settanta furono avviati i lavori per la realizzazione di un raccordo dall'impianto alla zona industriale oristanese, esteso poi sino al locale porto industriale. Tale opera sarà completata e omologata nei decenni successivi, ma successivamente alla cessazione del servizio di treni merci ordinari nell'isola. Nei primi decenni del XXI secolo lo scalo fu inoltre sottoposto a operazioni di ammodernamento, con la creazione in particolare di nuove banchine e di un sottopassaggio di collegamento tra le stesse, mentre nel 2013 vennero isolati i binari della stella di inversione, poi smantellati. Questo intervento è legato anche ad un progetto di trasformazione dell'impianto in centro intermodale, su cui accentrare anche il terminal della autolinee in città.

## Strutture e impianti
La stazione, dalla configurazione di scalo passante, è posta lungo la ferrovia Cagliari-Golfo Aranci, ed è gestita da RFI. La configurazione del piano del ferro prevede un fascio binari principale composto da 8 binari: di questi il primo è il binario di corsa, che insieme ai binari 2 e 3 è attrezzato per l'espletamento del servizio passeggeri. A fianco a questi sono presenti ulteriori cinque binari (due dei quali tronchi), utilizzati per finalità di servizio. Ulteriori 3 binari tronchi sono presenti a est di questi, utilizzati prettamente per il rimessaggio e la manutenzione dei rotabili. A est di quest'area si trovava inoltre la stella di inversione della stazione, disattivata e isolata dalla rete dal luglio 2013, insieme ad ulteriori binari presenti nell'area.
A sud del fabbricato viaggiatori è situato lo scalo merci dell'impianto, servito da due binari tronchi, gli unici superstiti dei sette che componevano il fascio sino al 2013. Lo scalo, inattivo de facto dopo la chiusura del servizio merci da parte di Trenitalia Cargo in Sardegna nel 2008, si compone anche di un piazzale asfaltato per l'interscambio merci con i mezzi gommati, e di un magazzino merci a pianta rettangolare ospitante anche alcuni uffici. Un altro binario tronco termina inoltre a nord del fabbricato viaggiatori, al di sotto della torre dell'acqua dell'impianto.
A poco più di un chilometro a sud del fabbricato viaggiatori si dirama un raccordo di circa 8 km verso la zona industriale ed il porto di Oristano, sebbene al 2014 mai utilizzato. Tale raccordo fu progettato negli anni settanta e realizzato in varie fasi.
Vari gli edifici presenti nell'impianto. Tra di essi il principale è il fabbricato viaggiatori a pianta rettangolare e due piani più tetto a falde in laterizi, con corpi laterali estesi sul solo piano terra. Il movimento viene gestito in loco in certi orari, quando ciò non accade il controllo dello scalo passa al DCO di Cagliari.

## Movimento
La stazione, una delle più importanti in Sardegna per numero di viaggiatori movimentati, è collegata dai mezzi di Trenitalia attivi lungo la Dorsale Sarda. Alcune di queste relazioni hanno lo scalo come capolinea, inoltre i collegamenti con Cagliari sono organizzati con un orario cadenzato, con un treno in partenza ogni ora da entrambi i capolinea di questa relazione.

## Servizi
La stazione è classificata da Rete Ferroviaria Italiana in categoria silver, ed è dotata di infrastrutture che permettono l'accessibilità a persone con disabilità di tipo motorio e visivo. L'accesso ai binari è garantito da due banchine, una affiancata al fabbricato viaggiatori ed al servizio del binario 1, l'altra comune ai binari 2 e 3, raggiungibile tramite sottopassaggio. Entrambe sono dotate di pensiline.
Nel fabbricato viaggiatori sono ospitati i servizi all'utenza, tra cui le biglietterie a sportello e automatizzata, una sala d'attesa, un bar ed i servizi igienici.
- Biglietteria a sportello
- Biglietteria automatica
- Posto di Polizia ferroviaria
- Sala d'attesa
- Servizi igienici
- Bar

## Interscambi
Nel piazzale della stazione è situata una fermata dell'ARST, le cui autolinee collegano lo scalo con altre zone della città e della provincia.
- Fermata autobus
- Stazione taxi